# Bateria 9 V

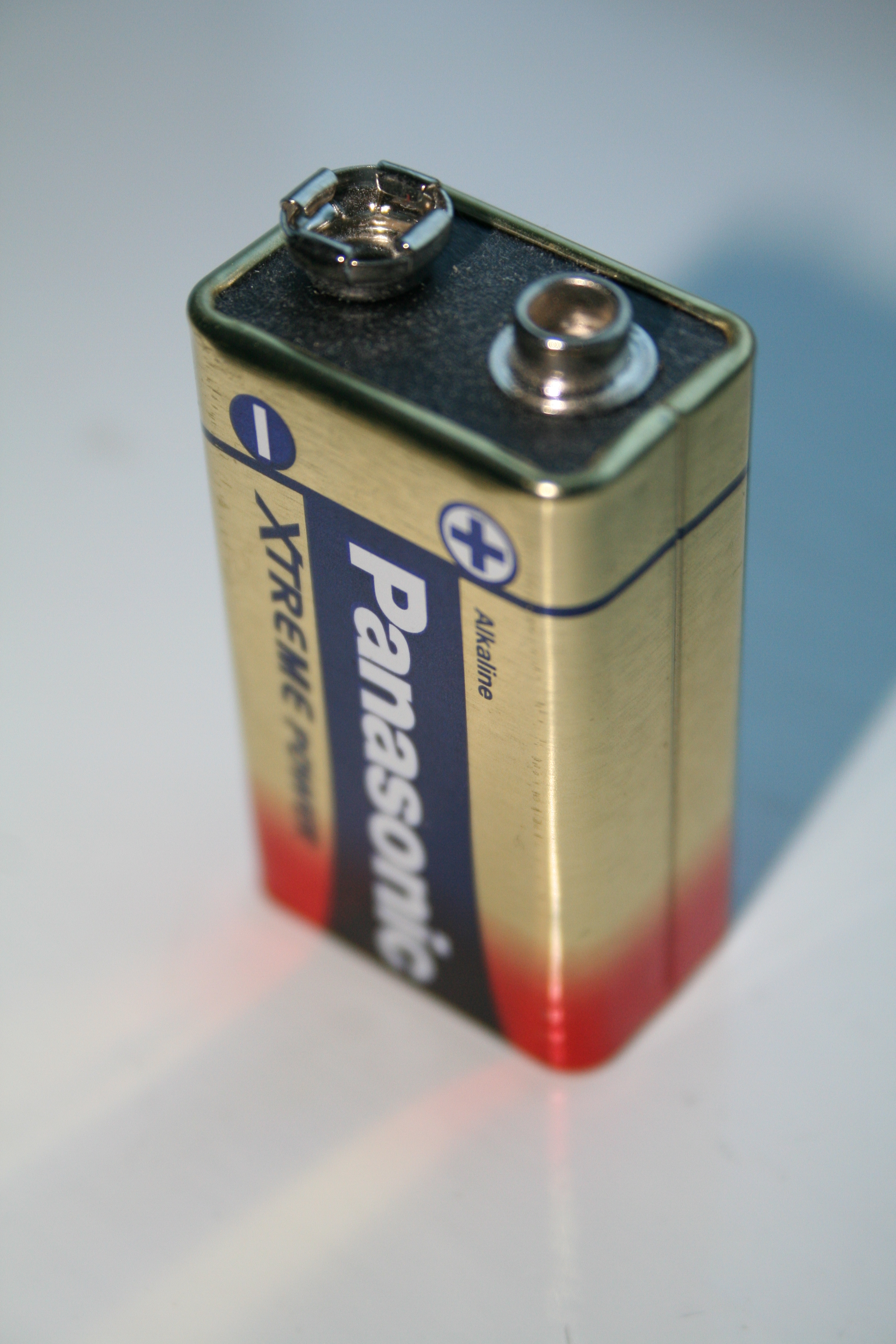
Bateria 9 V

Bateria PP3 (tzw. bateria dziewięciowoltowa) – bateria ogniw zwykle zbudowana z 6 ogniw typu AAAA połączonych szeregowo, zamkniętych w metalowej obudowie o kształcie prostopadłościanu.

## Rodzaje
Na rynku są baterie o oznaczeniach:
- 6LR61 alkaliczna o pojemności około 565 mAh
- 6F22 cynkowo-węglowa o pojemności około 400 mAh
- ER9V litowa o pojemności około 1200 mAh
- 6LP3146

## Dane
- wymiary: (48,5 × 26,2 × 17) mm
- napięcie: 9,0 V

## Zastosowanie
Stosowana do zasilania drobnych przenośnych i stacjonarnych urządzeń elektrycznych, np. kalkulatorów, radioodbiorników.

## Historia
Bateria PP3 pojawiła się wraz z rozwojem radia tranzystorowego. Firma Eveready (Energizer) twierdzi, że wprowadziła ten typ baterii na rynek w roku 1956.